# Gambit (café)
Gambit (ook wel: Schaakhuis Gambi(e)t of Schaakcafé Gambi(e)t) was een café dat tot eind 2005 gevestigd was aan de Bloemgracht 20 in de Jordaan in Amsterdam. Het was een van de bekendste schaakcafé’s van Nederland.

## Geschiedenis
Gambit werd in 1981 opgericht door Menashe Goldberg (1939-2005), een joodse man uit Polen die de Tweede Wereldoorlog overleefde. Zijn vader werd door de nazi's vermoord, maar Goldberg en zijn moeder en broer wisten te ontkomen en kwamen in Israël terecht, nadat de Duitsers een paar honderd gevangen joden ruilden tegen Duitse kolonisten in het mandaatgebied Palestina.
In 1967 kwam Goldberg naar Nederland als toerist, maar besloot permanent te blijven. Hij richtte in 1981 het schaakcafé op. De naam van het café verwijst naar gambiet, een schaakopening waarbij een speler materiaal offert in ruil voor een voordeel. Hoewel de officiële naam in het Engels was (Goldberg sprak namelijk geen Nederlands), werd het café ook veelvuldig in het Nederlands aangeduid als Gambiet. 
Sinds 1986 werd in Gambit het halfjaarlijkse Open Kampioenschap van de Jordaan gespeeld, een kleinschalig zesrondig weekendschaaktoernooi. Van dat toernooi zijn meer dan 30 edities gehouden. 
In 1996 werd in het café de Schaakvereniging Gambit opgericht, die deelnam aan de KNSB- en SGA-competitie. Deze vereniging bestaat thans nog onder de naam Laurierboom-Gambiet.
Ter ere van het 20-jarige jubileum van het café werd een boekje uitgegeven met de naam "Eerste indruk: rechtsomkeert...". De naam van het boekje verwijst naar het aftandse interieur dat weinig uitnodigend was voor cafébezoekers. De muren waren vergeeld van de rook, het interieur was gammel en in de toiletten hingen spinnenwebben.- Toch was Gambit een geliefde plek die door diverse bekende Amsterdamse schakers zoals Yochanan Afek, Hans Ree, Aran Köhler en Sandra de Blecourt werd gefrequenteerd. 
In 2005 overleed Menashe Goldberg. Zijn zoon besloot het bedrijf niet te continueren waarna het café werd gesloten. De schakers verhuisden naar De Laurierboom, waar zij anno 2023 nog steeds spelen.

## Gedichten
Het café is onderwerp van verschillende werken van bekende dichters en auteurs.

### Drs. P[8]
De Bloemgracht ligt in 't hart van de Jordaan
En aan de Bloemgracht vinden wij Gambiet
Een naam die met de functie heeft te maken
Hetgeen men aan het uithangbord al ziet
Jawel, dit is een ruimte om te schaken
Menashe Goldberg voert hier het bewind
Hij zal als gastheer nooit zijn plicht verzaken
Ook Prindi (poes) is algemeen bemind
En ziet het nobel spel tevreden aan
Gewoonlijk klinkt er radiomuziek
 
Die uiteraard beschaafd is, want klassiek

### Paul van den Hout- Speelhol[9]
Als je wilt dammen of, nog liever, schaken,
dan wel de voorkeur geeft aan Scrabble, Go, 
backgammon, Mastermind en domino, 
of bridgen, toepen, pokeren en kraken, 

Schaakhuis Gambiet schaft voer voor alle smaken,
elk komt hier aan zijn trekken, sowieso. 
Nieuwkomers vinden het eerst maar zo-zo, 
meestal: een pijpenla vol vreemde snaken, 

het interieur armzalig en chaotisch,
een lingua franca, niet om aan te horen: een koeterwaals, 
dat pijn doet aan je oren, 
van Engels, ABN en iets exotisch 

(Ivriet, Swahili, Farsi, Turks of Hindi...?)

tot ze hun hart kwijt zijn aan Prachtpoes Prindi!”

## Trivia
Vroeger waren er meer schaakcafés in Amsterdam. Naast Gambit bestonden ook Koffiehuis De Oude Schouwburg aan het Leidseplein (tot 1972), Schaakcafé Het Hok (Lange Leidsedwarsstraat), Bridge- en schaakcafé 2 Klaveren (De Clercqstraat), en Nadia’s Esoterica (Overtoom). Uitsluitend Het Hok en 2 Klaveren bestaan nog als horecagelegenheid, maar deze hebben zich grotendeels ontdaan van hun schaakkarakter.